# Jugendquotient
Der Jugendquotient ist ein Begriff aus der Demografie.
Er gibt das Verhältnis von der Anzahl „junger“ Menschen, das sind Menschen, die noch nicht im erwerbsfähigen Alter sind (meistens bis 15 oder 20 Jahre) zu der Anzahl Menschen im erwerbsfähigen Alter (meistens bis 64 oder 59 Jahre) an.

## Berechnung des Jugendquotienten
Er bezieht sich dabei immer auf eine bestimmte Bevölkerung zu einem bestimmten Zeitpunkt. Üblich, so auch in der deutschen amtlichen Statistik, ist die Berechnung eines Jugendquotienten aus der Zahl von Personen im Alter bis unter 18 Jahren bezogen auf die Zahl der 18- bis unter 64-Jährigen (also bezogen auf die Zahl der Personen im typischen Erwerbsalter). Eine abweichende Wahl von Altersgrenzen ist jedoch gleichfalls möglich. Es gibt unterschiedliche Definitionen zur Berechnung des Jugendquotienten. Die verwendeten Grenzen sollten entsprechend immer kenntlich gemacht werden.
{\displaystyle {\text{Jugendquotient}}={\frac {\text{Bevölkerung bis 18 Jahre}}{\text{Bevölkerung 18-64 Jahre}}}}
Der errechnete Jugendquotient kann als Dezimalzahl mit Nachkommastellen angegeben werden (z. B. durch die Angabe eines Jugendquotienten 0,20 bei einer Relation von 1 zu 5). Üblich ist eine Multiplikation des Wertes mit dem Faktor 100 (im genannten Beispiel würde entsprechend der Jugendquotient 20 im Sinne von 20 Jugendlichen je 100 Älteren resultieren).
Häufiger findet sich auch eine Angabe als Prozentwert. Diese ist allerdings streng genommen inkorrekt und sollte vermieden werden, da der Jugendquotient immer eine Ratio bzw. ein Größenverhältnis von zwei unterschiedlichen Populationen beschreibt. Prozentwerte erfassen demgegenüber definitionsgemäß immer Teile eines Ganzen (Hundertstel).

## Empirische Daten
Aufgrund der seit dem 20. Jahrhundert anhaltenden demografischen Veränderung in Deutschland tritt eine Überalterung auf, die den Jugendquotienten beständig absinken lässt und den Altenquotienten steigen lässt.